# Eigenbedarf (Mietrecht)
Eigenbedarf ist ein Grund für die Kündigung eines Mietvertrags durch den Vermieter und liegt vor, wenn der Vermieter die (ganze) Mietwohnung für sich selbst oder für eine zu seinem Hausstand gehörende Person oder für einen Familienangehörigen zu Wohnzwecken benötigt.

## Deutschland
Für Mietverhältnisse über Wohnraum ist die Kündigung wegen Eigenbedarfes in § 573 Abs. 2 Nr. 2 BGB geregelt, die Kündigungsfrist ergibt sich sodann aus § 573c BGB. Die Möglichkeit der Eigenbedarfskündigung wurde in der Bundesrepublik Deutschland erstmals im Dezember 1974 durch die Einfügung des § 564b BGB a. F. geschaffen. Diese Gesetzesänderung mit dem Titel „Zweites Gesetz über den Kündigungsschutz für Mietverhältnisse über Wohnraum“ wurde mit den Stimmen der sozialliberalen Koalition aus SPD und FDP im Bundestag beschlossen und im Rahmen der Mietrechtsreform 2001 von Rot-Grün in den § 573 BGB verschoben.

### Voraussetzungen
Die Eigenbedarfskündigung kann nur wirksam ausgesprochen werden, wenn zum Zeitpunkt der Kündigung auch ein Eigenbedarf besteht. Ein möglicher Eigenbedarf in der Zukunft (Vorratskündigung) genügt nicht.
Eigenbedarf liegt vor, wenn der Vermieter die Mietwohnung für sich selbst, seine Familienangehörigen oder für eine zu seinem Hausstand gehörende Person, zum Beispiel eine Pflegekraft, oder für einen Familienangehörigen zu Wohnzwecken benötigt. Der Bundesgerichtshof hat in einem Grundsatzurteil vom 10. Juli 2024 klargestellt, dass Familienangehöriger nur ist, wer in Bezug auf die Person des Vermieters ein Zeugnisverweigerungsrecht aus persönlichen Gründen (§ 383 ZPO, § 52 StPO) geltend machen kann. Darunter fallen der (auch ehemalige) Ehegatte, der Verlobte, alle Verwandten in gerader Linie (Eltern, Großeltern, Kinder, Enkel), alle Verwandten in Seitenlinie bis zum dritten Grad (Geschwister, Onkel/Tanten, Nichten/Neffen), alle Verschwägerten in gerader Linie (Schwiegersöhne/töchter und Schwiegereltern) sowie alle Verschwägerten in Seitenlinie bis zum zweiten Grad (Schwager/Schwägerin). Alle weiter entfernten Verwandten sind keine Familienangehörigen im Sinne des Mietrechts.
Eigenbedarf besteht nur, wenn eine der genannten Personen die Wohnung tatsächlich benötigt, um darin zu wohnen. Es können auch andere Interessen verfolgt werden, aber die Wohnnutzung muss im Vordergrund stehen. Das kann auch bei einer Nutzung als Zweit- oder Ferienwohnung der Fall sein. Die Wohnung wird nur benötigt, wenn der ernsthafte Wunsch der Wohnnutzung auf vernünftige und nachvollziehbare Gründe gestützt wird. Ein unbegründeter Wunsch genügt somit nicht, es ist aber auch keine akute Wohnungsnot notwendig. Außerdem muss der Wille zur Nutzung ernsthaft sein und der Vermieter muss sich sicher sein, dass die geplante Wohnnutzung verwirklicht werden kann.
Eine Eigenbedarfskündigung ist auch nur wirksam, wenn diese nicht treuwidrig erfolgt. Anerkannte Fälle sind:
- Die bereits bei Vertragsschluss vorhandene Absicht oder Erwägung wegen Eigenbedarfs zu kündigen, ohne vorher darüber aufzuklären[11]
- Weit überhöhter Wohnbedarf[12] (z. B. 120 m² für Enkelin und Tochter des Vermieters[13])

Der Vermieter muss das Kündigungsschreiben schriftlich begründen (§ 573 Abs. 3 BGB). Entscheidend ist, dass der Kündigungsgrund identifiziert und von anderen Gründen unterschieden werden kann. Ohne eine solche Begründung ist die Kündigung unwirksam. Welche Tatsachen in der Begründung genau dargelegt werden müssen, kann nicht abstrakt beantwortet werden und wird von den Gerichten unterschiedlich beurteilt.

### Kündigungssperrfrist
Umgewandelte Wohnungen, also Wohnungen, die während der Mietzeit in Eigentumswohnungen umgewandelt wurden, können frühestens drei Jahre nach Erwerb wegen Eigenbedarfs gekündigt werden. Den Bundesländern ist es gemäß § 577a Abs. 2 BGB möglich, Verordnungen zu erlassen, in denen für bestimmte Gebiete diese Sperrfrist auf bis zu zehn Jahre verlängert wird. Erst nach Ablauf der Sperrfrist kann die Eigenbedarfskündigung mit allen Fristen etc. ausgesprochen werden.
In Nordrhein-Westfalen beträgt die Sperrfrist in Köln, Bonn und 16 weiteren Gemeinden fünf Jahre.
In Bayern beträgt die Sperrfrist in den meisten Ballungsgebieten zehn Jahre nach dem Kaufdatum.
In Baden-Württemberg beträgt die Sperrfrist für 89 Städte bzw. Gemeinden des Bundeslandes fünf Jahre laut Landesverordnung vom Juni 2020, unter anderem für Freiburg im Breisgau, Heidelberg, Heilbronn, Karlsruhe, Konstanz, Ludwigsburg, Mannheim, Neckarsulm, Offenburg, Reutlingen, Stuttgart, Tübingen und Ulm.
In Braunschweig, Göttingen, Hannover,  und 15 weiteren Gemeinden in Niedersachsen beträgt die Sperrfrist fünf Jahre.
In zahlreichen Gemeinden Hessens existiert eine Sperrfrist von acht Jahren.
In Berlin beträgt die Sperrfrist für das gesamte Stadtgebiet zehn Jahre nach dem Kaufdatum.
In Hamburg beträgt die Sperrfrist zehn Jahre.

### Reaktionsmöglichkeiten des Mieters
Der Mieter kann, sofern ihm eine Kündigung ausgesprochen wird, nach § 574 BGB Widerspruch erheben. Der Widerspruch bewirkt, dass das Mietverhältnis noch eine Zeit lang fortgesetzt wird, sofern die Kündigung eine Härte bedeuten würde, die auch unter Würdigung der berechtigten Interessen des Vermieters nicht zu rechtfertigen ist.
Fällt der Eigenbedarf nach der erklärten Kündigung aber vor Ablauf der Kündigungsfrist weg, muss der Vermieter den Mieter darüber informieren und die Wohnung zur weiteren Miete anbieten. Verstößt der Vermieter gegen diese Pflicht, hat der Mieter einen Anspruch auf Schadensersatz. Kann der Vermieter dem Mieter eine andere vergleichbare Wohnung vermieten, die sich im selben Haus oder in derselben Wohnanlage befindet, muss der Vermieter diese zur Miete anbieten (Anbietpflicht). Auch diese Pflicht besteht bis zum Ablauf der Kündigungsfrist. Die Verletzung dieser Pflicht lässt die Wirksamkeit der Kündigung unberührt und führt auch lediglich zu einem Anspruch auf Schadensersatz des Mieters.
Ansprechpartner für Reaktionsmöglichkeiten des Mieters ist meist der Deutsche Mieterbund oder ein Rechtsanwalt in der jeweiligen Region.

## Österreich
Allgemein ist eine Kündigung wegen Eigenbedarfs in Österreich möglich, wenn eine Wohnung in den Anwendungsbereich des Mietrechtsgesetzes (MRG) fällt. Dann ist eine Kündigung nur aus bestimmten Gründen möglich, beispielsweise, wenn der Mieter den Mietzins nicht bezahlt oder eben auch, wenn der Vermieter selbst die Wohnung benötigt. Ein Vermieter darf gemäß § 30 Abs. 2 Nr. 12 MRG aus wichtigem Grund kündigen, wenn er den Mietgegenstand für sich selbst oder für nahe Angehörige dringend benötigt. Fällt die Wohnung nicht unter das MRG, können Vermieter generell und ohne Angabe von Gründen Mietverträge kündigen.

## Schweiz
Ein Eigenbedarf liegt in der Schweiz dann vor, wenn der Vermieter das Mietobjekt für sich, nahe Verwandte oder Verschwägerte beanspruchen möchte (Art. 261 Abs. 1 Buchstabe a OR).